# Josef Karlík
Josef Karlík (* 19. März 1928 in Kroměříž; † 30. Oktober 2009 in Brünn) war ein tschechischer Schauspieler und Theaterpädagoge.
Nach dem Besuch des Gymnasiums besuchte Karlík das Konservatorium (ab 1947: Janáček-Akademie für Musik und Darstellende Kunst Brünn (JAMU)), das er 1951 erfolgreich abschloss. Ab 1954 wirkte er am Theater in Brünn als Schauspieler und Pädagoge. Daneben trat er auch in einigen Film- und Fernsehrollen auf, die ihn überregional bekannt machten.
2009 wurde ihm in memoriam der Thalia-Preis für sein Lebenswerk im Bereich Dramatik verliehen.

## Filmografie (Auswahl)
- 1965: Es lebe die Republik (At' zije Republika)
- 1970: Der Streit um den Sergeanten Grischa (nach dem gleichnamigen Roman von Arnold Zweig)
- 1971: Und wieder springe ich über Pfützen (Už zase skáču přes kaluže)
- 1972: Das Geheimnis des großen Erzählers (Tajemství velikeho vypravece)
- 1974: Das Schicksal heißt Kamila (Osud jménem Kamila)
- 1977: Die traurige Nixe (Rusalka)
- 1977: Wie man einem Wal den Backenzahn zieht (Jak vytrhnout velrybe stolicku) (TV)
- 1978: Wie man den Vater in die Besserungsanstalt bekommt (Jak dostat tatínka do polepšovny) (TV)
- 1979: Drei Musketiere mit Diplom (Inzenýrská odysea) (Fernsehserie)
- 1984: Einen Piesack muß der Mensch haben (Slovácko sa nesúdí) (Fernsehserie)